# Ralf Amstrup
Ralf Amstrup (født 5. maj 1940 i Hadsten – 20. september 2018 i Taastrup) var en dansk embedsmand og politiker, der var landsformand for Konservativ Ungdom fra 1967-1969. Amstrup har tidligere været folketingskandidat for Det Konservative Folkeparti i Borupkredsen og Skivekredsen.

## Baggrund
Amstrup er søn af direktør og modstandsmand Børge Amstrup (1907-1983) og Else Amstrup, f. Jensen (1919-2004). Amstrup er student fra Randers Statsskole. Amstrup er uddannet cand.scient.pol. fra Aarhus Universitet.

## Politisk karriere
Amstrup blev medlem af Konservativ Ungdom i 1.g. i den lokale afdeling i Randers. I de følgende år blev Amstrup en del af den jyske ledelse og valgt ind i hovedbestyrelsen. Som 22-årige blev han valgt som folketingskandidat i Borupkredsen, og det på tidspunkt var Amstrup den yngste folketingskandidat. 
I 1967 blev landsrådet afholdt i Randers, hvor Amstrup blev valgt som landsformand for en to-årig periode, og afløser dermed Tue Rohrsted, der var blevet formand for Dansk Ungdoms Fællesråd. Ved det efterfølgende landsråd ønskede Amstrup ikke genvalg, hvorefter Ole Gay Petersen blev valgt som ny landsformand.

## Erhvervskarriere
Efter endt uddannelse arbejdede Amstrup med grønlandske anliggende og senere i Grønlands Hjemmestyre. Ralf Amstrup har efterfølgende gjort karriere som embedsmand i en række statslige departementer, særligt under Finansministeriet.